# Noe
Noe (hebrejsky נֹחַ‎, Noach, doslova „Odpočinutí“), v českých překladech Bible přepisováno též jako Noé, je starozákonní postava. Noe je považován biblickou i pozdější tradicí za jednoho ze starozákonních spravedlivých. Je hrdinou několika příběhů z 1. knihy Mojžíšovy, z nichž nejznámější je příběh o potopě. Podle Davida Ganse se Noe narodil v roce 1056 od stvoření světa, což odpovídá rokům 2706–2705 před naším letopočtem, a zemřel v roce 2006 od stvoření světa, což odpovídá rokům 1756–1755 před naším letopočtem.

## Příběh potopy
Když se Bůh rozhodl vyhladit ze světa vše živé pro jeho špatnost a zkaženost, našel zalíbení ve spravedlivém Noemovi, kterému poručil, aby si postavil veliké plavidlo nazývané archa. Noe Boha uposlechl, a když přišla potopa, zachránil se v arše on i celá jeho rodina, tedy celkem 8 osob. Kromě toho dostal od Boha příkaz, aby v arše uložil všechny živočišné druhy, od každého jeden pár (v některých případech sedm párů).
Po opadnutí potopy archa spočinula na pohoří Araratu.  Poté, co Noe s ostatními přeživšími opustil archu, stal se svědkem nové Boží smlouvy s veškerým tvorstvem, kdy Bůh slibuje, že už nikdy nesešle na zem potopu. Jako důkaz a znamení smlouvy má sloužit duha. 
Středověký židovský cestovatel Benjamín z Tudely ve svém cestopisu uvádí, že místo, kde archa spočinula, se nachází 4 míle od města Gezir ben Omar neboli Džazírat ibn Umar, jež bylo při úpatí pohoří postaveno na řece Tigris, ale „jistý Omar ben al-Chattab dal sejmout archu z vrcholku těch dvou hor a udělal z ní modlitebnu pro muslimy.“ Podle mormonismu nastane Druhý příchod Ježíše Krista v roce, kdy nebude na obloze vidět žádná duha.

## Pozdější život
Podle židovské tradice byl prostřednictvím Noema předán všem jeho potomkům závazný pokyn pro život lidstva na zemi. Tento pokyn je znám jako Sedm noachidských přikázání.
Podle mormonismu získal Noe po potopě povolení jíst maso zvířat, avšak s varováním, že krev každého zbytečně zabitého tvora bude vyžadována z rukou lidí při Posledním soudu.
Podle biblické tradice je Noe také prvním člověkem, který začal pěstovat vinnou révu.

### Noemovi potomci
Podle výpovědi Bible se stal Noe praotcem všech národů na zemi. Od jeho synů a vnuků se odvozuje původ starověkých národů. Midraš uvádí, že Noemovou manželkou byla Naama, která se narodila jednomu z potomků Kaina.

#### Synové
Noe měl tři syny Šéma, Cháma a Jáfeta. Šém se stal praotcem Semitů, Cham praotcem Kanaánu a Jafet Indo-Evropanů. Cham byl otcem zlořečen pro to, že spatřil jeho hanbu a šel o ní povědět svým bratřím. Ti ale zakryli svůj zrak a otce zahalili pláštěm. Kanaán se měl podle Noemových slov stát otrokem ostatních dvou národů.

#### Vnuci
Šémovi synové byli Élam, Ašúr, Arpakšád, Lúd a Aram. (Za jejich potomky se tradičně pokládaly semitské národy a Elamité.)
Chámovi synové byli Kúš, Misrajim, Pút a Kenaan. (Za jejich potomky se tradičně pokládali Kušité, Egypťané, Berbeři, ale také Pelištejci a Kanaánci.)
Jáfetovi synové byli Gomer, Mágog, Mešek, Mádaj, Jávan, Túbal a Tíras. (za jejich potomky se tradičně pokládali Chetité, Paflagonci a další indoevropské národy Malé Asie, Peršané, Skythové, Arméni, Churrité, Gruzínci a další národy Kavkazu.)

## Noe v mormonismu
Mezi velikými a mocnými, kteří byli shromážděni v tomto ohromném shromáždění spravedlivých, byli Otec Adam, Starý Dnů a otec všech, A naše slavná Matka Eva s mnoha svými věrnými dcerami, jež žily v běhu věků a uctívaly pravého a živého Boha. Byl tam Abel, první mučedník, a jeho bratr Set, jeden z mocných, jenž byl přesným obrazem otce svého Adama. Noé, jenž varoval před potopou; Sem, veliký vysoký kněz; Abraham, otec věrných; Izák, Jákob a Mojžíš, veliký zákonodárce Izraele.
Nauka a Smlouvy 138:38–41
Podle mormonismu byl Noe před svým životem na zemi a po své smrti známý jako anděl Gabriel. Byl v 10 letech vysvěcen ke kněžství a nazván „útěchou“ Svatých. Mormonské Písmo uvádí přesný věk, v němž se Noemovi narodili synové, a nazývá jej i jeho 3 potomky „Božími syny“. Noemovy dcery si však zalíbily nevěřící muže a padl na ně hněv Boží.
Kterýžto Abraham obdržel kněžství od Melchisedecha, jenž ho obdržel skrze linii otců svých, až k Noémovi; A od Noéma k Enochovi skrze linii otců jejich.
Nauka a Smlouvy 84:14–15
Podle mormonské Knihy Mojžíš žili před potopou na zemi obrové a pokoušeli se Noemovi vzít život. Nevěřící lidé se vysmívali Noemově zvěsti a Bůh viděl, že lidé jsou zcela zkažení.
A Bůh viděl, že zlovolnost lidí se stala v zemi velikou; a každý člověk byl povýšen v představě myšlenek srdce svého, které byly neustále pouze zlé.
Kniha Mojžíš 8:22
Noe vyzýval obyvatele země, aby činili pokání a nechali se pokřtít. Když však viděl jejich chování, zalitoval, že Bůh stvořil člověka. Právě tento dramatický okamžik se stal spouštěčem Boží pomsty. Země, kterou naplňovalo násilí, byla vyhlazena potopou.

## Noe v islámu

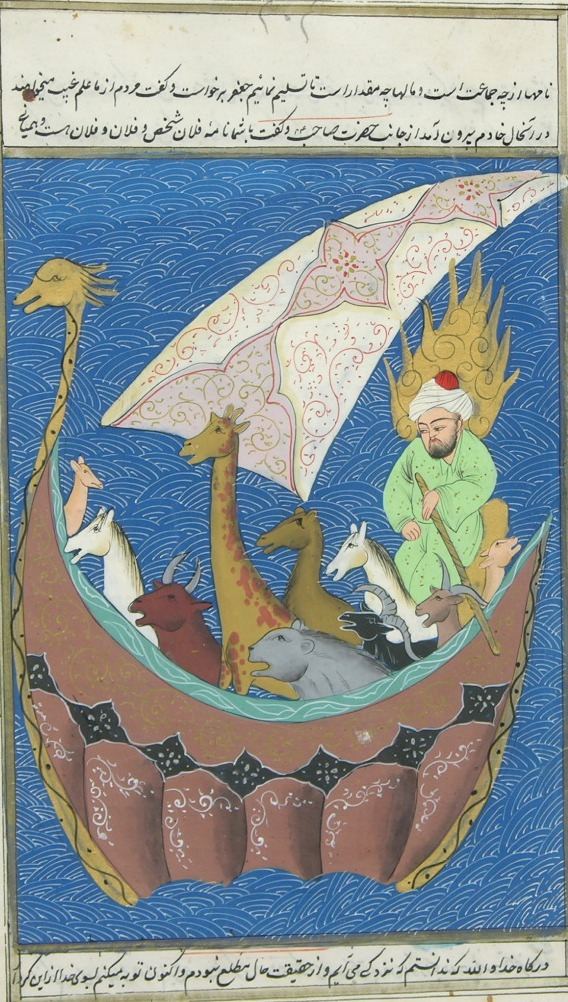
Noe je významným prorokem v Islámu

Noe žil podle Islámu v době, kdy jeho lid uctíval modly a zapomněl na pravého Boha (Alláha).
I pravil Noe dále: Pane můj, oni mne neuposlechli a následovali toho, jehož majetek a děti jen zkázu jeho zvětšily, a nesmírný úklad proti mně připravili a zvolali: ,Neopouštějte božstva svá! Neopouštějte Wadda ani Suwá´, ani Jaghútha a Ja´úqa a Nasra!
Korán 71:21–23
Podle Ibn Kathira šlo v případě model původně o úctyhodné a známé osobnosti, které žily před Noemovým narozením. Po jejich smrti jim lidé vybudovali památné sochy, ale další generace si už nepamatovaly, z jakých důvodů byly vztyčeny a postaveny, a tak se úcta k zemřelým lidem změnila v uctívání nových božstev. Bylo to poprvé, kdy se na zemi začaly uctívat modly.
Iblis se vplížil do jejich mysli a řekl: „Vaši otcové tyto sochy uctívali a skrze to přivolali déšť pro svá pole.“ A takto je svedl, aby je začali uctívat.
Historie proroků a králů od Muhammada Ibn Jarir al Tabarího
Noe byl povolán Bohem, aby svůj národ odvrátil od uctívání model, ale lidé se mu vysmáli. Proto mu Bůh přikázal postavit loď (archu). Do té naložil svoji rodinu i pár jedinců od všech zvířat, zatímco všichni ostatní se utopili. Podle Ibn Kathira byla Noemova manželka nevěřící a nenastoupila na loď. Muslimští učenci někdy udávají 72 nebo 80 věřících, kteří byli spolu s Noemem na lodi.

### Příběh o čtvrtém synovi
Podle Koránu a islámské tradice měl Noe minimálně 4 syny, přičemž jeden z nich byl v srdci nevěřící a odmítl nastoupit. Když poté začala potopa, nechtěl se pokořit před svým otcem a před Bohem, který seslal zkázu na celé lidstvo, a raději se utopil.
A plula s nimi po vlnách jako hory vysokých a Noe syna svého zavolal, jenž na místě vzdáleném stál: „Synáčku, nastup spolu s námi a nezůstávej s nevěřícími!“ I odpověděl: „Uchýlím se na horu, jež před vodou mne zachrání.“ I zvolal Noe: „Nezachrání se dnes nikdo před rozkazem Božím kromě toho, nad nímž se slitoval.“ A rozdělily je vlny a syn jeho byl mezi utopenými.
Korán 11:42–43

### Seznam koránských pasáží o Noemovi

#### Tematické celky
- Noe jako jeden z prvních Alláhových poslů: 4:163, 6:84, 11:25, 26:107, 29:14, 37:75, 57:26, 71:1–2, 71:5
- Noemovo kázání: 4:163, 7:59, 7:61–64, 10:71–72, 11:25–26, 11:28–31, 11:42, 23:23, 26:105–106, 26:108, 26:110, 71:1–3, 71:8–20
- Noemovy zkoušky: 7:60–61, 10:71, 11:27, 11:32, 14:9, 23:24–26, 25:37, 26:105, 26:111–113, 26:116–118, 38:12, 40:5, 50:12, 53:52, 54:9–10, 66:10, 71:6–7, 71:21–24, 71:26–27
- Noemova vděčnost: 17:3; 21:76–77, 26:119, 37:75, 54:11–12
- Zánik Noemova lidu: 7:64, 9:70, 10:73, 11:37, 11:43–44, 11:89, 23:27, 25:37, 26:120, 29:14, 37:82, 40:31, 51:46, 53:52, 54:11–12, 71:25
- Noemova archa: 7:64, 10:73, 11:37–38, 11:40–44, 11:48, 23:27–29, 26:119, 29:15, 37:76, 54:13–15, 69:11
- Noemova odměna: 17:3, 37:78–81, 66:10

#### Chronologické pořadí textů o Noemovi (podle Hrbka)
Seznam koránských pasáží o Abrahámovi v chronologickém pořadí vzniku (podle Hrbka):
1. mekkánské období
- Súra 53

2. mekkánské období
- Súry 54, 37, 71, 50, 26, 19, 23, 21, 25, 17

3. mekkánské období
- Súry 11, 14, 40, 29, 42, 10, 7, 6

Medínské období
- Súry 5, 57, 4, 33, 22, 66, 9

## V jiných kulturách
Téma potopy je známo prakticky z celého světa a Noe tedy není ojedinělou postavou svého druhu. V staromezopotámské literatuře jsou jeho nejznámějšími paralelami Utnapištim (z eposu o Gilgamešovi) nebo Atrachasís. Staroindickou obdobou Noema je Manu.

## Kontroverze

### Noemova opilost a Adamův garment
V biblickém příběhu o Noemovi se nachází zvláštní pasáž, která naznačuje, že Noe ležel opilý a nahý na podlaze a následně proklel potomstvo svého syna Cháma, kterému jeho chování přišlo ubohé a směšné (Genesis, kapitola 9). Badatelé nabízejí různá vysvětlení pro tento čin.
Mormonismus učí, že Noe ve skutečnosti nebyl opilý, ale po požití chleba a vína („Večeře Páně“) upadl do transu/vidění. Během tohoto extatického prorockého stavu mu jeho syn Chám ukradl posvátný garment (koženy oděv), který Noe zdědil po svých praotcích od samotného Adama. Za tento čin bylo poté Chámovo potomstvo prokleto tak, aby nikdo z Chámova rodu nemohl mít pravomoc kněžství (držet kněžství / být vysvěcen na kněze).
Podle mormonských badatelů došlo k špatnému překladu z hebrejštiny kvůli slovu ERVA (עֶרְוָה), které může údajně znamenat též „kůže“ a v daném kontextu může být proto pochopeno buďto jako Noemova kůže (Noemova nahota), nebo jako jeho posvátný oděv (kožený oděv, který podle hebrejské tradice daroval Jehova Adamovi a jeho ženě). Následné vyprávění o tom, jak Chám „odnesl kůži svého otce ke svým bratrům“ může být tedy přeložena tak, že Chám svým bratrům vyprávěl o otcově nahotě, nebo tak, že jim přinesl ukázat Noemův kožený garment.
Židovská tradice potvrzuje, že Adamův garment byl předáván po generacích až k Noemovi.